# オリガ・アレクサンドロヴナ・ユーリエフスカヤ

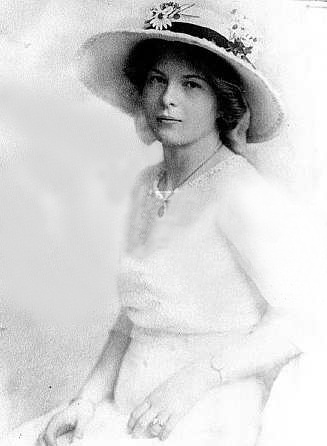
ユーリエフスカヤ公爵令嬢オリガ・アレクサンドロヴナ

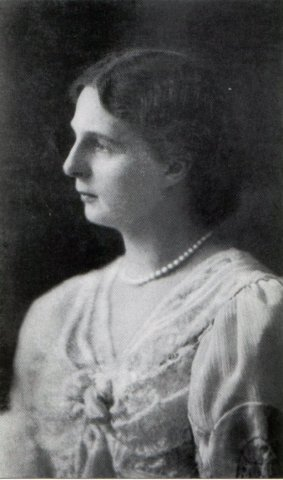
ユーリエフスカヤ公爵令嬢オリガ・アレクサンドロヴナ（横顔）

オリガ・アレクサンドロヴナ・ユーリエフスカヤ（О́льга Алекса́ндровна Ю́рьевская, 1873年11月7日 サンクトペテルブルク - 1925年8月10日 ヴィースバーデン）は、ロシア皇帝アレクサンドル2世の娘。貴賤婚の出生子のため大公女ではなくユーリエフスカヤ公爵令嬢の称号を授けられた。
アレクサンドル2世帝と側妾エカテリーナ・ミハイロヴナ・ドルゴルーコヴァの間の第2子・長女。四人きょうだいの2番目だが、すぐ下の弟が夭折したため実質は三人きょうだいだった。誕生時は婚外子であったが、父帝の皇后マリヤ・アレクサンドロヴナが死去した1880年に両親の結婚が実現したため、貴賤婚の出生子として準正され、母及び兄姉とともにユーリエフスキー公爵（ユーリエフスカヤ公爵夫人／公爵令嬢）の爵位を受けた。翌1881年父帝の暗殺後、ロマノフ家一族に疎まれていた母子はフランスに追放された。帝室から支給される年金のおかげで、パリ、コート・ダジュール、ニースなどに邸宅を複数所有し、20人を超える使用人や専用列車を召し使う贅沢な環境で育った。
1895年5月12日ニースで、ゲオルク・フォン・メーレンベルク伯爵と結婚。ゲオルクもまたナッサウ公子ニコラウスとロシア人詩人アレクサンドル・プーシキンの娘ナターリヤ・プーシキナの貴賤婚の出生子であり、しかも姉のゾフィー・フォン・メーレンベルクは1891年にロシア皇族ミハイル・ミハイロヴィチ大公（アレクサンドル2世の甥）の貴賤婚の妻となり、ロマノフ家の怒りを買った女性であった。にもかかわらずオリガの母エカテリーナは皇帝家に娘の婚姻を祝福するよう懇請し、断られると怒りを露わにした
。オリガは結婚後の人生をドイツで過ごし、1925年に51歳で死去した。

## 子女
夫との間に3人の子をもうけ、うち2人が成育した。
- アレクサンダー・ニコラス・アドルフ・ミシェル・ジョルジュ（1896年 - 1897年）
- ゲオルク・ミヒャエル・アレクサンダー（ロシア語版）（1897年 - 1965年） - 1926年パウレッテ・デ・コイエール・デ・ジェルジョ＝セント＝ミクローシと結婚（1928年離婚）、1940年エリーザベト・アンネ・ミュラー＝ウーリ（1903年 - 1963年）と再婚
  - クロティルデ・エリーザベト（1941年 - ） - 1965年エンノ・フォン・リンテレン（1921年 - 2013年）と結婚
- オルガ・カタリーナ・アッダ（1898年 - 1993年） - 1923年ミハイル・タリエロヴィチ・ロリス＝メリコフ伯爵（1900年 - 1980年）と結婚

## 引用・脚注
1. 1 2 3 4  John Bergamini, The Tragic Dynasty: A History of the Romanovs (1969), pp. 370 & 464
2. ↑  Catherine Radziwill (as Paul Vasili), Behind the veil at the Russian court (London and New York: Cassell & Co., 1913), p. 106
3. ↑  Lindsey Hughes, The Romanovs: Ruling Russia 1613–1917 (New York: 2008), p. 185
4. 1 2  Sergei Mironenko, Andrei Maylunas, tr. Darya Galy, A Lifelong Passion: Nicholas and Alexandra: Their Own Story (Doubleday, 1997, ISBN 0-385-48673-1), p. 133
5. ↑  Raymond de Ponfilly, Guide des Russes en France (Horay, 1990), p. 407: "Villa Georges : boulevard Dubouchage, n° 10 Villa achetée en janvier 1891 par la princesse..."